# Calibi

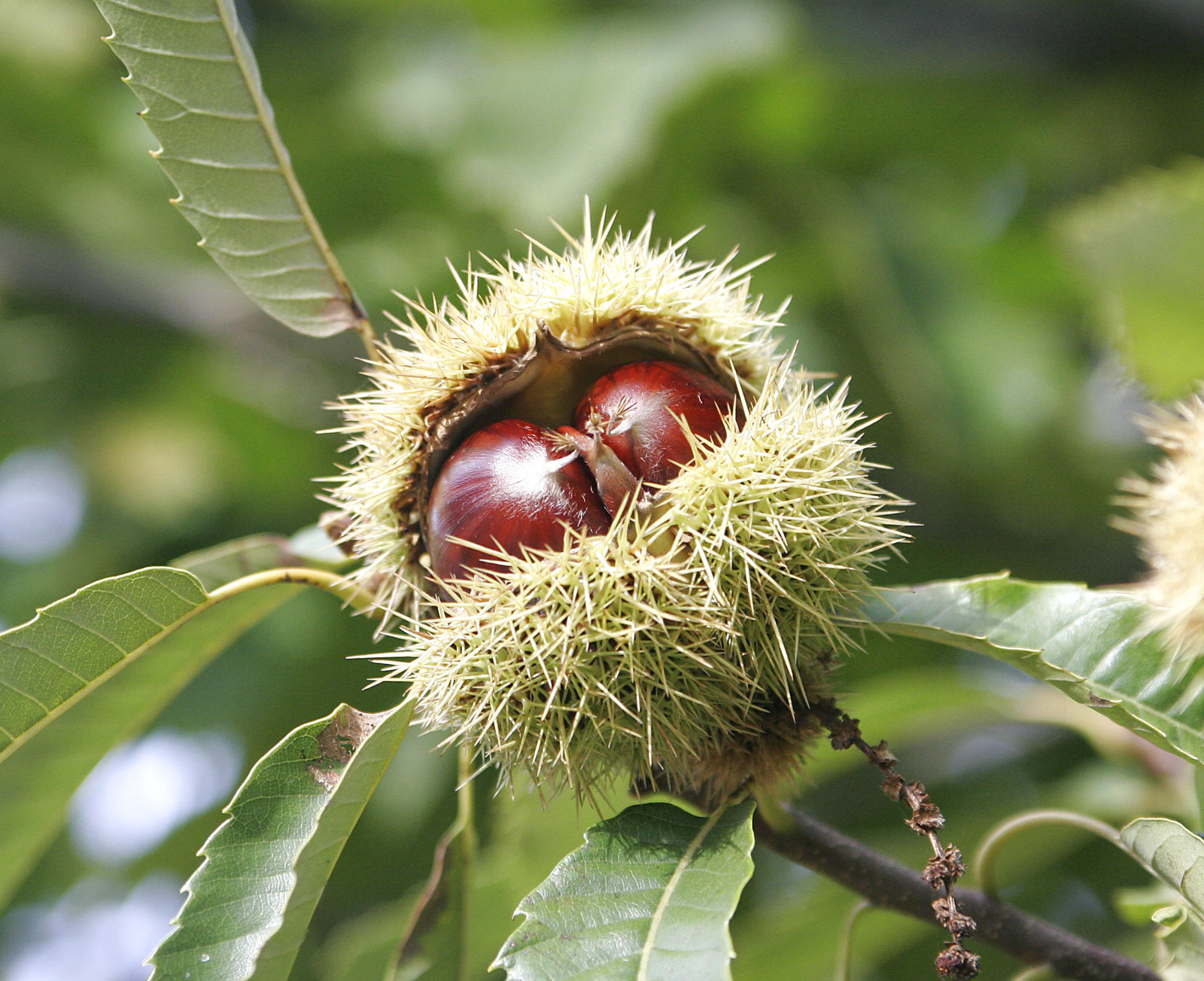
Infructescència del castanyer: castanyes in situ en la seva calibi o cúpula.

En botànica, un calibi o cúpula és una formació de naturalesa axial que envolta i protegeix, més o menys totalment, els fruits o infructescències dels representants de la família Fagaceae. Així les glans, les castanyes i els faigs. .
El terme prové del neologisme llatí calybium, derivat del grec χαλύβιόν, barraca, cabanya, al·ludint a la seva funció protectora.